# Дэбэн (Бичурский район)
Дэбэ́н (бур. Дэбээн, добуун — «возвышенное место») — село в Бичурском районе Республики Бурятии Российской Федерации. Входит в сельское поселение «Топкинское».

## География
Расположено на правой надпойменной террасе реки Чикой, в 1,5 км к востоку от главного русла, в 52 км западнее районного центра, села Бичура, в 18 км к северо-западу от центра сельского поселения — села Топка.

## История
Селение образовалось в 1991 году в результате переселения жителей села Подгорное из подтопляемой зоны реки Чикой. Официально село образовано в 2007 году.

## Население
| 2010 |
| ---- |
| 54   |

В 2007 году 66 жителей.

## Инфраструктура
Личное подсобное хозяйство с зоной сельскохозяйственного использования, индивидуальная застройка усадебного типа. В 2007 году количество подворий 17.
Село электрифицировано, телефонизировано. Осуществляется почтовое и пенсионное обслуживание населения.

## Транспорт
Село доступно автотранспортом по региональной автодороге 81А-004.
Просёлочные дороги.